# Dansk Jernbane-Klub
Dansk Jernbane-Klub er Danmarks største forening for jernbaneinteresserede. Klubben tæller (2016) ca. 2.800 medlemmer, der modtager foreningens medlemsblad Jernbanen.
Dansk Jernbane-Klub (DJK) blev stiftet i 1961 med Erik Bosin Jonsen som initiativtager, og yderligere ca. 275 medlemmer ved stiftelsen, og medlemstallet har været støt stigende lige siden da. Ud over at samle jernbane-interesserede landet over har klubben lige siden oprettelsen arbejdet for bevarelse og istandsættelse af historisk jernbanemateriel, der benyttes af klubbens baneforeninger landet over:
- Museumsbanen Maribo-Bandholm, Danmarks første museumsbane, åbnet 1962.
- Mariager-Handest Veteranjernbane, åbnet 1970.
- Limfjordsbanen der kører veterantog med udgangspunkt i Aalborg, åbnet 1973.
- Vestsjællands Veterantog, der startede i 1978 som D-maskinegruppen.
- Blovstrødbanen, DJKs bane for smalsporsmateriel.
- Veterantog Vest, der kører med veterantog i Sydvestjylland.
- MY Veterantog (Før Jysk veterantog), der kører veterantog fra "De røde Intercitytog"s æra.
- Djurslands Jernbanemuseum, der holder til i Ryomgård.

Dansk Jernbane-Klubs samling af historisk jernbanemateriel er Danmarks mest omfattende private samling, og klubbens arbejde med at samle køretøjer fra de mange privatbaner, der blev nedlagt i 1960'erne, betyder at der i dag er bevaret et alsidigt udsnit af dansk jernbanemateriel. Dansk Jernbane-Klubs samling supplerer Danmarks Jernbanemuseums, idet Danmarks Jernbanemuseum gennem sin oprindelse i DSB har koncentreret sig næsten udelukkende om statsbanekøretøjer. Privatbanerne, der på højdepunktet udgjorde mere end halvdelen af jernbanernes strækningslængde i Danmark, havde helt andre typer køretøjer, der altså er fyldigt dokumenteret bl.a. af Dansk Jernbane-Klubs bevaringsarbejde.
Klubben har tillige gennem årene dokumenteret jernbanedriften i Danmark gennem en lang række bogudgivelser. Klubben bygger i dag som gennem alle de nu mere end 50 år på medlemmernes frivillige og ulønnede arbejde i alle led af organisationen.